# Delta Leporis
Delta Leporis (15 Leporis) é uma estrela na direção da constelação de Lepus. Possui uma ascensão reta de 05h 51m 19.15s e uma declinação de −20° 52′ 39.0″. Sua magnitude aparente é igual a 3.76. Considerando sua distância de 112 anos-luz em relação à Terra, sua magnitude absoluta é igual a 1.08. Pertence à classe espectral G8III/IV.